# 마이☆러버
〈마이☆러버〉(マイ☆ラバ)는 2005년 12월 7일에 발매된 윤하의 5번째 싱글이다.

## 곡 목록
1. マイ☆ラバ (마이☆러버)
2. 真冬のVeil (마후유노Veil)
3. かえり道 (카에리미치)
4. マイ☆ラバ (instrumental) (마이☆러버 (instrumental))